# Сербин, Иван Дмитриевич
Сербин Иван Дмитриевич (25 февраля 1910, Екатеринодар — 15 февраля 1981, Москва) — советский политический и государственный деятель, заведующий Отделом оборонной промышленности ЦК КПСС, кандидат в члены ЦК КПСС (1961—1981), депутат Верховного Совета СССР, секретарь Подольского горкома КПСС. Депутат Верховного Совета СССР 7, 8, 9, 10 созывов.

## Биография
Член ВКП(б) с 1931 года.
Окончил МГУ в 1935 году, с 1935-го по 1936-й годы является аспирантом Научно-исследовательского института механики и математики при МГУ.
В период с 1936-го по 1941-й годы И. Д. Сербин работает поэтапно инженером-технологом, заместителем начальника отдела, назначается партийным организатор ВКП(б) завода и секретарём Подольского городского комитета ВКП(б) Московской области.
1941—1942 — директор филиала завода (Барнаул) и член Барнаульского городского комитета ВКП(б).

1942—1946 — инструктор, заведующий сектором, заместитель заведующего Отделом Управления кадров ЦК ВКП(б).

1946 — 10 июля 1948 — заведующий Отделом промышленности вооружения Управления кадров ЦК ВКП(б).

10 июля 1948 — 13 июня 1950 — заместитель заведующего Отделом машиностроения ЦК ВКП(б).

13 июня 1950—1952 — заведующий отделом машиностроения ЦК ВКП(б).

1952—1953 — заместитель заведующего промышленно-транспортного отделом ЦК ВКП(б) — КПСС.

1953—1954 — заведующий сектором промышленно-транспортного отдела ЦК КПСС.

1954 — февраль 1958 — 1-й заместитель заведующего отделом оборонной промышленности ЦК КПСС.

февраль 1958 — 15 февраля 1981 — заведующий отделом оборонной промышленности ЦК КПСС.
Активно принимал участие в работе ВПК, а также в руководстве военными, авиационными и космическими программами, являясь также членом Государственной Межведомственной комиссии

## Награды
Был награждён пятью орденами Ленина (в т.ч. 22.02.1980), орденом Октябрьской революции, орденом Трудового Красного Знамени, орденом Отечественной войны 1-й степени, орденом «Знак Почета», медалями.

## Память
Похоронен на Новодевичьем кладбище (9 участок 7 ряд).